# 박걸순
박걸순(朴杰淳, 1959년 ~ 2024년 2월 16일)은 대한민국의 역사학자이다.

## 생애
충북대학교 역사교육과를 졸업하고 충남대학교 대학원 사학과에서 문학박사를 취득했다.
독립기념관 학예실장, 《단재신채호전집》 편찬위원, 한국독립운동사편찬위원, 독립유공자 서훈 공적 심사위원, 국가현충시설물 심의위원 등을 지냈으며, 충북대 사학과 교수로 정년퇴임했다.
2009년 충북대학교 교수 시국 선언에 동참하였다. 
2023년 3월 《충북독립운동사》의 집필위원장을 맡았다. 
2024년 2월 16일 암으로 사망하였다. 향년 65세. 

## 경력
- 1987 ~ 2007 독립기념관 학예실장 및 수석연구원
- 2005 ~ 2007 《단재신채호전집》 편찬위원
- 2005 ~ 2009 《한국독립운동사》 편찬위원
- 2000 ~ 독립유공자 서훈 공적 심사위원
- 2006 ~ 국가현충시설물 심의위원.